# Saarbrücken-Burbach
Saarbrücken-Burbach – stacja kolejowa w Saarbrücken, w kraju związkowym Saara, w Niemczech. Znajduje się tu 1 peron.